# تدبير الصداع المزمن

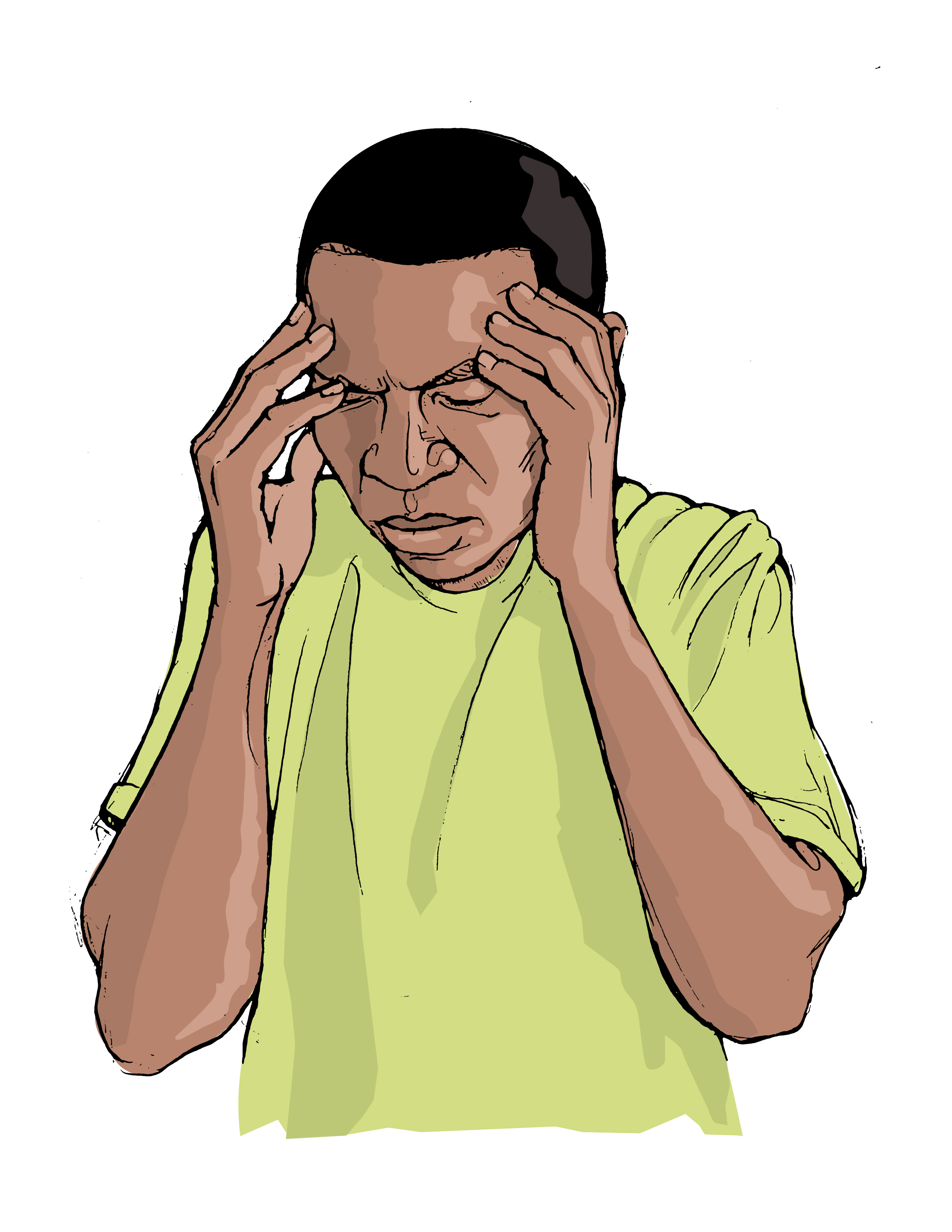
لا يعد CDH تشخيصًا مستقلاً، ولكنه مصطلح جماعي عملي للعديد من أنواع الصداع التي قد يكون من الصعب التمييز بينها في بعض المواقف.

يُشخص الصداع المزمن أو الصداع اليومي المزمن عندما يعاني الشخص من صداع يستمر لأكثر من خمسة أيام في الشهر. يعاني 4% إلى 5% من عامة السكان من الصداع المزمن، ويصنف إلى عدة أنواع كالصداع التوتري المزمن والصداع النصفي. تتضمن معالجة الصداع المزمن العديد من الخيارات العلاجية. تساعد العلاجات غير الدوائية على التكيف مع الصداع المزمن. تختلف خطة العلاج من شخص إلى آخر وتتضمن الأدوية وغيرها من الإجراءات العلاجية. لم تثبت فعالية بعض العلاجات المتبعة لتدبير الصداع المزمن. تشمل العلاجات المقترحة للصداع المزمن الأدوية والعلاج الطبيعي والوخز بالإبر والتدريب على الاسترخاء والارتجاع البيولوجي. يعد تعديل النظام الغذائي والعلاج السلوكي أو العلاج النفسي علاجات أخرى محتملة للصداع المزمن.

## العلاج الدوائي

### الأدوية المجهضة والمسكنة للألم
يعتبر استخدام الأدوية الخيار العلاجي الأكثر شيوعًا للتعامل مع الصداع المزمن. يلجأ معظم الناس إلى استخدام الأدوية المسكنة للألم كالأسبرين والأسيتامينوفين وأشباه الأفيونات والإبوبروفين. يسبب الاستخدام طويل الأمد للأفيونات الكثير من الأثار الجانبية الضارة والتي تفوق فائدتها العلاجية. تستخدم الأدوية المجهضة لإيقاف الصداع في بدايته مثل الإرغوتانين (كافيرغوت)، والتربتانات (إيميتركس)، والبردنيزون(ديلتاسون). قد يؤدي الاستخدام المفرط لمسكنات الألم والأدوية المجهضة إلى تفاقم الصداع. تعالج الأدوية المسكنة للألم الصداع بشكل مؤقت، ويعود الصداع أشد ما كان عليه بمجرد غياب هذا التأثير. يصبح الجسم أقل استجابة لتأثر الأدوية المسكنة للألم مع استمرار الاستخدام. يلجأ البعض لتناول الأسبرين والباراسيتامول والأدوية غير الستيروئيدية المضادة للالتهاب لأكثر من خمسة عشر يومًا بالشهر، وهذا ما يسبب تفاقم الصداع وزيادة شدته. توصف الأدوية المسكنة للألم والأدوية المجهضة لعلاج الصداع غير المزمن.

### الأدوية الوقائية
تستخدم بعض الأدوية لمنع حدوث الصداع المزمن (اليومي) وتسمى بالأدوية الوقائية، وتستخدم بشكل يومي حتى في حال غياب الصداع. أثبتت التجارب أن استخدام الأدوية الوقائية يقلل من شدة الصداع وتكراره ويقلل من نسبة العجز الناتجة عنه. تعمل الأدوية الوقائية عن طريق تثبيط أو زيادة النواقل العصبية في الدماغ، وتمنع الدماغ من تفسير إشارات الألم.
تشمل الأدوية الوقائية الجابابنتين (نيورونتين)، والتيزانيدين (زانافليكس)، والفلوكستين (بروزاك)، والأميتريبتيلين (إيلافيل)، والتوبيراميت (توباماكس). يقلل الجابابنتين عدد أيام الصداع في الشهر بنسبة 9.1٪. يقلل التيزانيدين متوسط تكرار نوبات الصداع في الأسبوع، وشدة الصداع، ومتوسط مدته. أثبتت الفلوكستين فعاليته في تحسين المزاج وتقليل عدد الأيام الخالية من الصداع. تعالج مضادات الاكتئاب كالأميتريبتيلين الصداع شبه اليومي، والعديد من حالات الألم المزمن بالإضافة إلى تحسين الحالة المزاجية ونوعية النوم، وهما عاملان محتملان للصداع المزمن. أثبتت إحدى الدراسات فعالية التوبراميت في خفض عدد مرات تكرار الصداع على مدى 28 يوم.  يستخدم ذيفان البوتولينوم من النوع A أو البوتوكس في الوقاية من الصداع المزمن، ويعطى عن طريق الحقن بدلًا من تناوله عن طريق الفم. انخفضت عدد مرات تكرار الصداع بنسبة 50% ولمدة ثلاثة أشهر لدى المرضى الخاضعين للعلاج بالبتوتولينوم A. تمتلك الأدوية الوقائية أثارًا جانبية كغيرها من الأدوية. نختلف فعالية الدواء من شخص إلى آخر، ولذلك يعتمد مرضى الصداع المزمن على الفترة التجريبية التي تفيد في الحكم على فعالية الدوى ومدى استجابة الشخص له. أثبتت الأدوية فعاليتها بتحسين الصداع، ولكن ينصح الأطباء باللجوء إلى العلاج المتعدد.

## العلاج غير الدوائي

### العلاج الطبيعي
يساعد العلاج الطبيعي في تحسين الصداع المزمن. يقوم المعالج بمساعدة المريض على تغيير العادات والوضعيات الجسدية التي تؤثر على الصداع المزمن. يتعامل العلاج الطبيعي للصداع المزمن مع الجزء العلوي من الجسم، ويركز الجزء العلوي من الظهر والرقبة والوجه. يقيّم المعالج وضعية المريض التي تؤدي إلى تفاقم الصداع، ويحاول تحسسنها، ويستخدم العلاج اليدوي، كالتدليك أو الشد أو تحريك المفاصل لتخفيف التشنج العضلي. تشمل الطرق الأخرى لإرخاء العضلات استخدام الكمادات الحرارية، وأكياس الثلج، والتحفيز الكهربائي. يتعلم مرضى الصداع المزمن تمارين رياضية يمكن تنفيذها في المنزل لتقوية وتمطيط العضلات. يعتمد التحسن على مدى نشاط المرضى وممارسة التمارين الرياضية وتغير نمط الحياة.

### العلاج بالإبر
الوخز بالإبر هو علاج غير طبي لا يتطلب تمارين منزلية. يتضمن الوخز بالإبر أخصائي معتمد في الوخز بالإبر يستطيع اختيار نقاط معينة من الجسم لإدخال إبر الوخز، قد تختلف هذه النقاط من شخص لآخر. يحدد نقاط الإيلام والنقاط الأكثر ألما بهدف وخذها. أدى العلاج الدوائي بالإضافة إلى الوخز بالإبر إلى مزيد من التحسن لدى مرضى الصداع اليومي المزمن، وذلك حسب دراسة أجرتها كلية الطب بجامعة نورث كارولينا. أبلغ 52.6٪ من المرضى عن انخفاض تكرار الصداع في دراسة أخرى أجريت عن الوخز بالإبر. لم يكن الوخز بالإبر هو العلاج الوحيد المتبع في كلتي الدراستين.

### التدريب على الاسترخاء
التدريب على الاسترخاء هو شكل آخر من أشكال العلاج غير الدوائي للصداع المزمن. يساعد التدريب على الاسترخاء على تقليل التوتر، والتحكم بالصداع الناتج عن الإجهاد. يقوم الطبيب النفسي أو المعالج بتعليم طرق الاسترخاء المختلفة. يكون التدريب على الاسترخاء فعالًا عندما يتمكن الأشخاص من فهم أجسامهم، ومعرفة متى يجب تقليل التوتر قبل حدوث الصداع. يهدف التدريب على الاسترخاء إلى تعليم الناس كيفية الاسترخاء بأقل الجهود الممكنة، ويتضمن نوعين مختلفين من الأساليب: الجسدية والذهنية.

#### الأساليب الجسدية
تتضمن طرق الاسترخاء الجسدي القيام بحركات جسدية فعالة. تتضمن إحدى الطرق الجسدية لتخفيف التوتر شد مجموعات عضلية ثم إرخاءها في تسلسل محدد، ويُسمى استرخاء العضلات التدريجي. يعتبر التنفس العميق أحد أساليب الاسترخاء الجسدي، يجرى بأخذ نفس من أسفل الرئتين باتجاه الأعلى، ويتميز بارتفاع وانخفاض المعدة وليس الصدر.

#### الأساليب الذهنية
يتضمن العلاج بالاسترخاء تقنيات ذهنية لتقليل التوتر الجسدي. يسمى الأسلوب الأول «التخيل المركز»، ويتضمن التركيز على أجزاء الجسم المسترخية، متبوعًا بالتركيز على العضلات المتشنجة وتخيلها بحالة الاسترخاء. يتضمن الأسلوب الذهني التالي التركيز على الجسم كله، بدلًا من أجزائه الفردية. يتعامل الشخص مع التوتر كمقياس يمكن أن ينخفض أو يرتفع، ثم يعمل على خفضه ذهنيًا بما يسمى «التخيل العميق».

### الارتجاع البيولوجي
يستخدم الارتجاع البيولوجي لتقييم فعالية التدريب على الاسترخاء، لأنه يدعم صحة المعلومات المتعلقة بحالة الجسم (البيولوجية) الحالية لمرضى الصداع المزمن. يعتبر مخطط كهربية العضل (EMG) أكثر اختبارات الارتجاع البيولوجي شيوعًا، ويقيم النشاط الكهربائي الذي تنتجه العضلات.  يقيس الارتجاع البيولوجي نشاط الدماغ الكهربائي من خلال اختبار مخطط كهربية الدماغ (EEG).  يقيس اختبار مقياس الحرارة درجة حرارة الجلد، يزداد تدفق الدم وترتفع درجة الحرارة أثناء الاسترخاء. يحسن التدريب على الارتجاع البيولوجي الصداع المزمن من خلال تعليم المريض كيفية تنظيم النبض الشرياني وتقليل سعته. يزداد نشاط الغدد العرقية في حالة التوتر وتُقاس باختبار مخطط الجلد الكهربائي على اليدين.  أثبتت طرق الارتجاع البيولوجي فاعليتها.

### تغيير النظام الغذائي
يوصي العديد من الأطباء بإجراء بعض التعديلات على النظام الغذائي لمعالجة الصداع المزمن. لا يستطيع معظم الناس تمييز الأطعمة أو المشروبات التي تحرض الصداع.
قد تسبب المواد الكيميائية الموجودة في بعض الأطعمة تحريض الصداع المزمن، مثل الكافيين والنتريت والنترات والتيرامين والكحول. ينصح مرضى الصداع المزمن بتجنب أنواع الأطعمة والمشروبات التي تحتوي على الكافيين، والشوكولا، واللحوم المصنعة، والجبن، ومنتجات الألبان المخمرة، ومخبوزات الخميرة الطازجة، والمكسرات، والكحول بالإضافة إلى بعض الفواكه والخضروات. قد تحرض الخميرة حدوث الصداع النصفي، ويؤدي تقليل استهلاكها إلى تقليل أيام الصداع بشكل ملحوظ. تختلف محرضات الصداع الغذائية وطريقة تأثيرها من شخص لآخر. توجد أساليب مختلفة لتعديل النظام الغذائي، يقترح البعض إلغاء بعض الأطعمة التي يحتمل أن تسبب الصداع لفترة قصيرة من الوقت، بينما يقترح البعض الآخر إلغاء جميع الأطعمة المحرضة للصداع من النظام الغذائي، ثم إضافة صنفين في كل مرة ومراقبة الاستجابة. تعتمد معالجة الصداع المزمن من خلال تغيير النظام الغذائي على الرأي الشخصي للمعالج ولا تطبق بشكل دائم.